# Rudolf Agricola młodszy
Rudolf Agricola, inne formy nazwiska: Hydroburgius; Rudolphus Johannis de Constantia; Wasserburgensis; Rhaetus; Baumann(?), (ur. ostatnia ćwierć XV w., zm. początek marca 1521 w Krakowie) – docent Uniwersytetu Krakowskiego, poeta, humanista i wydawca.

## Życiorys
Z pochodzenia Szwajcar. Urodził się w okolicach Wasserburga nad Jeziorem Bodeńskim, w rodzinie włościańskiej, jako syn Jana. Kształcił się początkowo w Rottweil (1501-1505), na uniwersytecie w Lipsku (1507-1508) i Wrocławiu (prawdopodobnie: 1508-1509). Latem roku 1510 wpisał się do metryki Uniwersytetu Krakowskiego, gdzie studiował język grecki, humaniora oraz filozofię, słuchając wykładów m.in. Pawła z Krosna i Michała Falkenera. W roku 1511 uzyskuje bakalaureat sztuk wyzwolonych, po czym wykładał prywatnie w Bursie Niemieckiej, ogłaszając swoje pierwsze utwory poetyckie. W latach 1511–1514 przebywał w Budzie i Ostrzyhomiu na stanowisku rektora szkoły katedralnej (metropolitalnej). W październiku 1514 przenosi się do Wiednia z zamiarem podjęcia studiów prawniczych na tamtejszym uniwersytecie (studiował tam do roku 1517). Podczas pobytu w Wiedniu cesarza Maksymilian ozdabia go wawrzynem poetyckim i tytułem poeta laureatus. W roku 1517 powraca do Krakowa, obejmując ustanowioną z zasiłku episkopatu polskiego nadzwyczajną katedrę poetyki w Uniwersytecie. Obowiązki wykładowcy łączył odtąd z udzielaniem lekcji prywatnych paziom włoskim królowej Bony oraz synom patrycjuszów krakowskich. Kontynuował przy tym działalność wydawniczą i poetycką, tworząc przedmowy do dzieł innych autorów (m.in. podręcznik fizjonomii Jana z Głogowa). Pozostawał w przyjaźni z kręgiem humanistów krakowskich, jednak od 1519 roku zrażony do stosunków krakowskich nosił się z myślą przeniesienia do St. Gallen, Wiednia, Lipska lub Wittenbergi.

## Twórczość

### Ważniejsze utwory
1. De divo Casimiro, regio Poloniae et Lituanie principe, signis ac miraculis clarissimo... carmen elegiacum, Kraków 1511, druk. F. Ungler
2. Oratio ad... Petrum Tomitium... die XVIII Jul. Anno d. MDXV Viennensis universitatis nomina habita. Cum ejusdem Carmine sapphico ad... Michaelem Vratislaviensem, Wiedeń 1515, druk. J. Sigrenius; przedr. Joachim Vadianus: Orationes Viennae... ad D. Maximilianum, Wiedeń 1516
3. Hymnus de divo presule et martyre Stanislao, Kraków 1519, druk. H. Wietor[1].

### Prace edytorskie
1. F. Beroaldus: Modus epistolandi, Kraków 1512, druk. F. Ungler
2. Aristoteles: Libri de anima, Kraków 1512, druk. F. Ungler; wyd. następne Kraków 1519
3. K. Ursinus Velius: Epistolarum et epigrammatum liber, Wiedeń 1517, druk. J. Sigrenius
4. Cicero: Pro rege Deiotaro ad C. Cesarem oratio, Kraków 1518, druk. H. Wietor; fragm. przedmowy przedr. A. Jocher: Obraz bibliograficzno-historyczny literatury i nauk w Polsce t. 1, Wilno 1840, s. 154
5. Crates Thebanus: Epistole aureis sententiis, Kraków 1518, druk. H. Wietor
6. Jan z Głogowa: Phisionomia, Kraków 1518, druk. H. Wietor.

### Listy
1. Do i od Joachima Vadiana, wyd. E. Arbenz i H. Wartmann: Die Vadiansiche Briefsammlung t. 1-6, 1888-1913, (tu m.in. przedrukowano: Habes lector hoc libello... ad Joachimum Vadianum... epistolam, qua de locorum nonnullorum obscuritate quaestio fit et percontatio Joachimi Vadiani... ad eundem epistolam... ratio explicatur, Wiedeń 1515, druk. J. Sigrenius; także przedr. D. Niger: Geographiae commentariorum libri XI, Bazylea 1557).

## Wybrane opracowania nt. Agrycoli
1. J. D. A. Janocki: Nachricht von denen in der Hochgräflich-Zaluskischen Bibliothek sich befindenden raren polnischen Büchern cz. 4, Wrocław 1753, s. 130-133
2. J. D. A. Janocki: Janociana t. 1, Warszawa 1776, s. 6-14
3. J. Sołtykowicz: O stanie Akademii Krakowskiej, Kraków 1810, s. 239
4. H. Juszyński: Dykcjonarz poetów polskich t. 1, Kraków 1820
5. J. E. Jankowski: Krótki rys logiki wraz z jej historią, Kraków 1822, s. 180-181
6. M. Wiszniewski: Historia literatury polskiej t. 3, Kraków 1841, s. 215-216, 323-324
7. Agrykola (Rudolphus junior, młodszy), "Encyklopedia powszechna" Orgelbranda, t. 1 (1859)
8. J. Aschbach: Geschichte der Wiener Universität t. 2, Wiedeń 1877
9. J. K. Plebański: Agrykola Rudolf młodszy, "Encyklopedia wychowawcza" t. 1 (1880)
10. P. Chmielowski: Agricola Rudolf, "Wielka encyklopedia powszechna ilustrowana" t. 1 (1890).